# 日野正晴
日野 正晴（ひの まさはる、1936年1月9日 - ）は、日本の法律家、法学者。初代金融庁長官、初代法務省検察官・公証人特別任用等審査会会長。専門は刑事法、金融法。

## 来歴
宮城県仙台市で生まれる。1959年に東北大学法学部卒業後、同年に司法修習生となり、1961年に大阪地方検察庁検事に任官する。1978年に法務省入国管理局審判課長、1980年に東京地方検察庁総務部副部長、翌年に公判部副部長となる。
1981年5月に国際連合アジア極東犯罪防止研修所次長、1984年には同所長を務める。1986年に法務省大臣官房審議官（刑事局担当）を経て、1988年に最高検察庁（刑事部）検事、翌年に盛岡地方検察庁検事正、1990年に最高検察庁（公安部）検事を務め、1993年に最高検察庁公安部長を歴任した。
そして、1994年に法務総合研究所長、1996年に仙台高等検察庁検事長、1997年に名古屋高等検察庁検事長となり、1998年6月に新たに設立された金融監督庁長官に就任する。2000年に初代の金融庁長官となる。金融庁時代は未曾有の金融危機を銀行の国有化や公的資金の注入により安定化に努めた。2001年に退官後は金融庁顧問になり、第一東京弁護士会に登録し、日野正晴法律事務所を開設する。
国際派検事として活躍し、5年ごとに開催される国連犯罪防止会議には1985年のミラノ会議、1990年のハバナ会議、1995年のカイロ会議に日本政府代表として出席し、退官後も2010年のサルバドール会議、2015年のドーハ会議には日本政府代表団特別顧問として出席した。
退官後は、2001年に弁護士登録（第一東京弁護士会）。2002年国際民商事法センター理事、投資と学習を普及・推進する会理事長。2003年駿河台大学教授、産業再生機構監査役。2004年駿河台大学大学院法務研究科長、日本証券業協会理事、会計検査院懇話会委員。2005年内閣府独占禁止法基本問題懇談会委員。2006年初代法務省検察官特別任用審査会会長、駿河台大学理事、ジャスダック証券取引所監査役、かんぽ生命保険取締役・監査委員長、全国保証監査役。2008年国民生活センター特別顧問、フジタ取締役。2009年東北大学理事、アジア刑政財団理事長。2010年証券・金融商品あっせん相談センター理事長。2013年秋の叙勲で瑞宝大綬章を授与された。2018年ウェルス・マネジメント取締役。
ほかに、日本証券業協会特別顧問、財団法人アジア刑政財団理事、日米法学会理事を歴任した。また、ジャスダック、住商リース、セブン銀行など複数の企業で役員を務めた。東北大学総長顧問なども務めた。

## 著書
- 『不良債権処理と企業再建Q&A』（編著、中央経済社、2002年）
- 『ベーシック金融法』（単著、中央経済社、2005年）
- 『最新警備保障契約の解説』（監修、全警協内警備保障契約研究会著、全国警備業協会、2008年）
- 『詳解金融商品取引法』（単著、中央経済社、2008年/第2版、2009年/第3版、2011年）／第4版、2016年
- 『集団投資スキームのための金融商品取引法Q&A 100』（監修、TMI総合法律事務所編、中央経済社、2009年）
- 『犯罪事実記載の実務 特別法犯』（共著、実務法規（旧近代警察社）、1977年／初版、1988／全訂版、2001年／3訂版、2013年／4訂版）
- 『軽犯罪法－実務に役立つ判例百選－』（単著、実務法規、2008年）